# Raný středověk

Mapa Evropy v době kolem roku 814

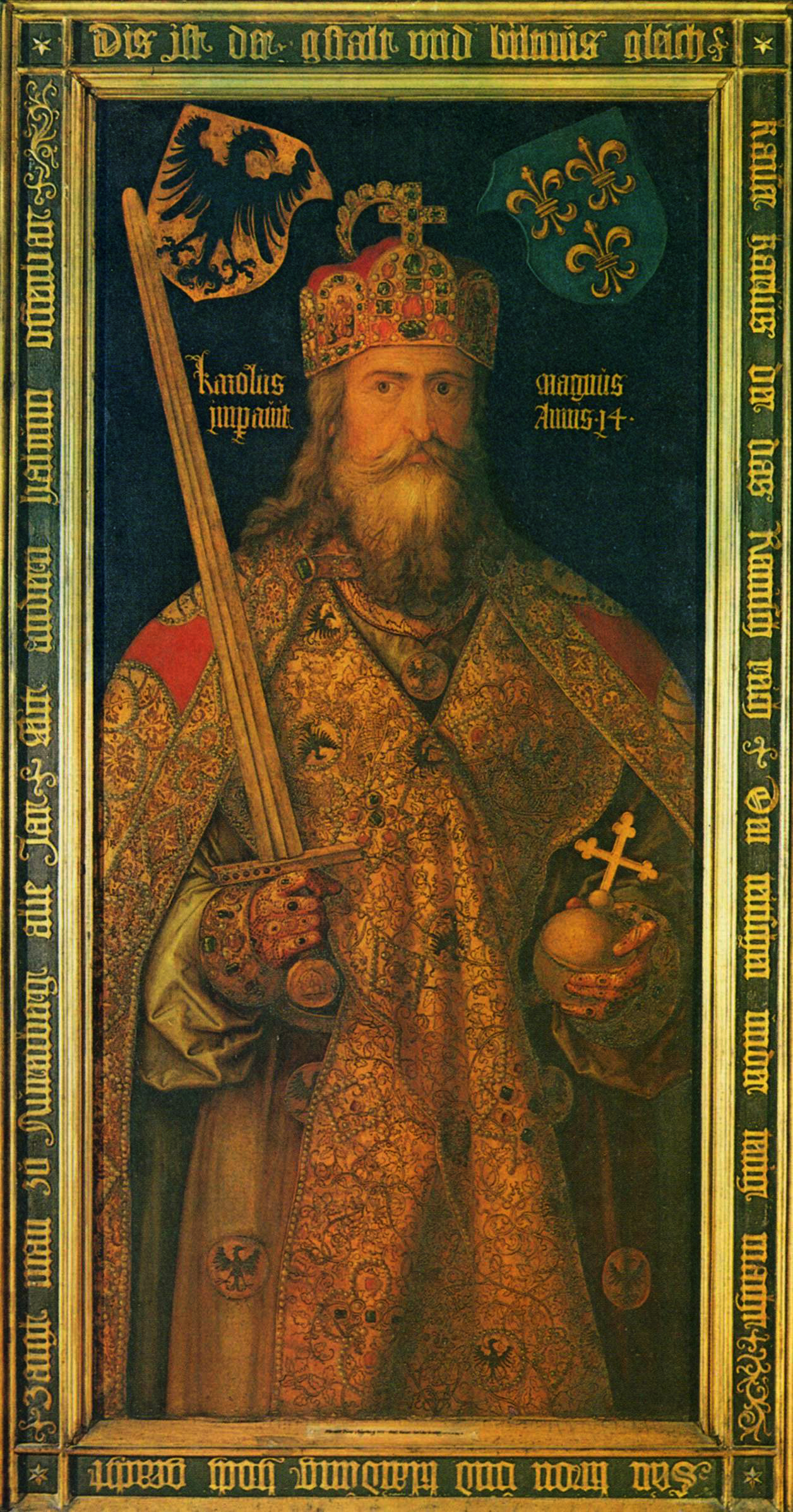
Karel Veliký, první středověký římský císař

Jako raný středověk označují historici období evropských dějin od 6. do 11. století, někdy bývá rozlišováno ještě přechodné období od antického starověku ke středověku (4.–8. století) od vlastního raného středověku (9.–11. století). Jedná se o epochu, kdy se na troskách antické římské říše a civilizace zrodila v součinnosti s barbarskými národy středověká křesťanská společnost. Politická mapa Evropy dostala novou podobu a v základních rysech si ji udržela až do dnešních dnů. Tento přerod byl dokončen po roce 1000. Poté nastal vrcholný středověk (11.–14. století).
V tomto období došlo k  dalšímu prohlubování rozdílů mezi řeckým Východem a latinským Západem. Západořímská říše byla minulostí, antická civilizace rychle zanikala. Její bývalé území bylo obsazeno germánskými kmeny, začaly se zde prosazovat nové společenské poměry a vznikat nové státy. Na Východě zůstal římský stát zachován. Po mnoho staletí tu přetrvaly také instituce a jevy typické pro antickou civilizaci. Zároveň začala východořímská společnost procházet v 7. století hlubokými společenskými, politickými a administrativně správními proměnami, které vykazovaly mnohem více kontinuity, než tomu bylo na Západě. Na místě antického impéria vznikl středověký řecký stát, nazývaný historiky Byzancí. Politické rozdělení bylo následováno formováním východního řecko-ortodoxního a západního latinského civilizačního okruhu. Roku 800 došlo k obnovení západního císařství a roku 1054 vzala za své dlouho přetrvávající fikce o existenci jednotné křesťanské církve. Skutečnou existenci dvou císařství následovalo formování dvou církevních organizací.
Jedním z charakteristických rysů tohoto období byla feudalizace společnosti. Na jedné straně se vytvořila vládnoucí vrstva válečníků, kteří byli zároveň velkými vlastníky půdy, jež byla mezi sebou propojena feudálně vazalskými svazky. Složitý systém lenních závislostí, jímž byli mezi sebou propojeni vlastníci větších i menších držav, se poprvé objevil ve franské říši za vlády Karlovců. V 9.–11. století se postupně prosadil téměř v celé Evropě. Podle latinského výrazu pro léno – feudum se celý systém i středověká společnost označují jako feudální. Půda feudálních statků byla obdělávána rolníky, kteří byli ekonomicky a často i osobně závislí na vrchnosti.
V raném středověku došlo k christianizaci obyvatelstva téměř celé Evropy. S šířením nové víry byl spojen rozvoj křesťanské vzdělanosti a kultury.

## Společensko-ekonomický vývoj
Drtivá většina tehdejších obyvatel Evropy žila na venkově. Tomu odpovídala struktura ekonomiky, v níž jednoznačně dominovala zemědělská výroba nad řemeslem. Obdělávání polí bylo značně primitivní a přinášelo jen malé výnosy. Při pěstování obilí se například sklidil pouze dvojnásobek zasetého osiva. Půda se při orbě kypřila, ale neobracela, hnojení nebylo známo. Proto bylo nutné nechat jeden rok obdělaná pole ležet další rok ladem, to znamená odpočívat. Tento jednoduchý systém se nazýval dvojpolím – polovina půdy byla oseta, druhá polovina zůstala úhorem a sloužila jako pastvina pro dobytek, který ji zároveň pohnojil svými výkaly. V 9. století se ve franské říši objevil pokročilejší trojpolní systém, při němž ležela ladem pouze třetina půdy, druhá třetina se osívala na podzim (ozim), a třetí na jaře (jař), ale prosazoval se jen velmi pomalu a převládl až ve 12. a 13. století.
Většinu potřebných řemeslných výrobků si vyráběly rolnické rodiny podomácku samy, specializované řemeslo na venkově téměř neexistovalo. Výjimkou bylo pouze kovářství a hrnčířství. Zemědělské osady byly zpočátku malé, rozptýlené po krajině a izolované, neboť je obklopovaly rozsáhlé hvozdy a pustiny. Jejich obyvatelé museli být hospodářsky soběstační, protože prakticky měli málo příležitostí k obchodování. Jen občas si kupovali od dálkových kupců kovy, zbraně, sůl a jen výjimečně přepychové zboží. Místní směna zasahovala pouze nejbližší okolí. V jejím rámci vyměňovali specializovaní řemeslníci své výrobky za potraviny a další životně nezbytné věci.
Zemědělská půda se postupně stala majetkem vládnoucí vrstvy (panovníka, šlechty, církevních hodnostářů a institucí). Pozemky obdělávali rolníci, kteří se časem stali poddanými, ekonomicky závislými na majitelích pozemků (feudální vrchnost), a někdy upadli i do osobní závislosti (nevolníci). Za propůjčení malého pozemku v rámci vrchnostenského statku, tzv. rustikálu, který sloužil rolnické rodině k obživě a postavení obydlí, museli poddaní pracovat na panském, tzv. dominikálu, to znamená odvádět rentu v úkonech (robota), případně odvádět část vypěstovaných plodin jako naturální rentu. Vlastnictví půdy, obdělávané poddanými, se tak stalo významným měřítkem bohatství a moci.
Mimo venkov bylo řemeslo provozováno jednak v sídlech vyrostlých na troskách antických měst, jednak při dvorech panovníků nebo významných šlechtických velmožů, kteří byli nejenom zákazníky místních řemeslníků, ale také odběrateli exkluzivnějšího zboží, z větší části dováženého z Orientu.

## Politický vývoj

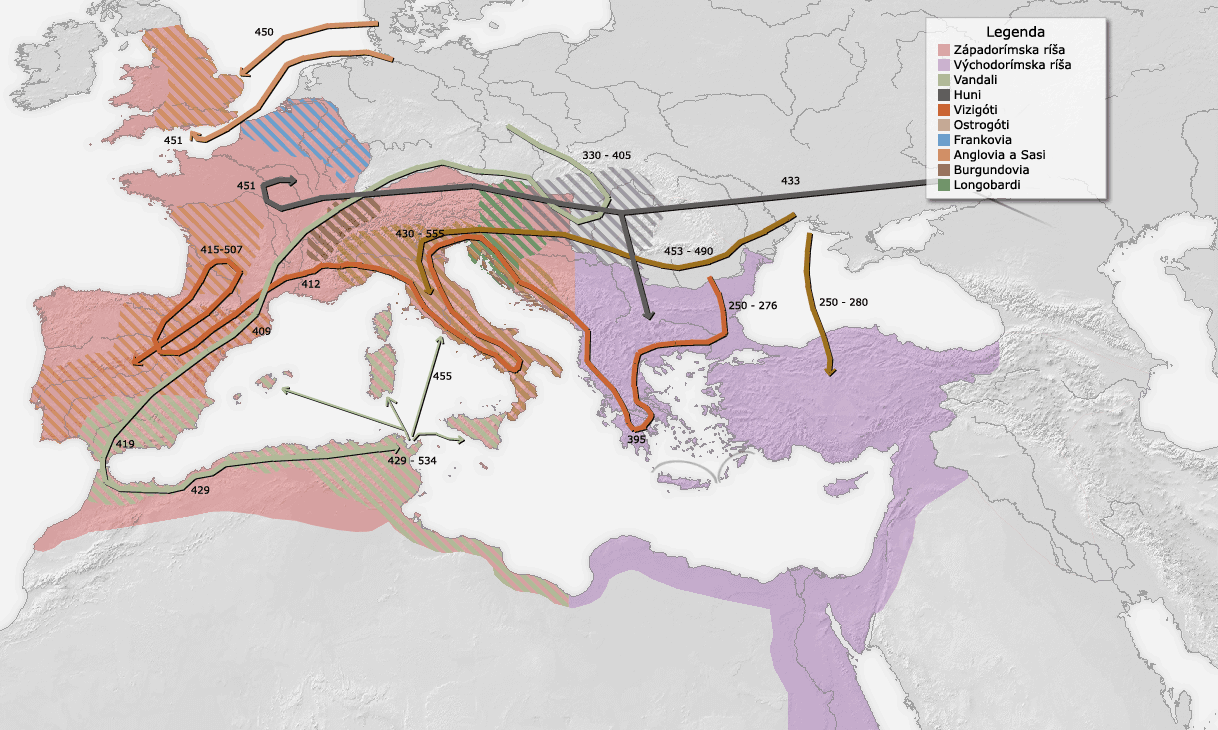
Germánská etapa stěhování národů

Chakteristickým znakem přechodného období od antického starověku ke středověku (4.–8. století) byla krize římské říše a jejího společensko-ekonomického uspořádání a velké migrace barbarských kmenů, žijících za jejími hranicemi, známé jako stěhování národů. Během něho zaútočily nejprve germánské (4.–5. století) a později slovanské (6.–8. století) kmeny, hledající novou půdu a kořist, na oslabenou říši, přispěli k prohloubení stávající krize a nakonec i k zániku západního císařství. Stěhování národů změnilo etnickou i politickou strukturu Evropy a významně ovlivnilo její další osudy.
Kmenové svazy Gótů, Franků, Vandalů, Langobardů, Burgundů a dalších Germánů, uvedené do pohybu roku 375 vpádem kočovných Hunů do severního Černomoří, křižovaly několik desetiletí Evropou. Později se začaly usazovat na území ještě přežívající římské říše a vytvářet zde svá království. První byla říše Vizigótů v jihozápadní Galii v roce 419. Téměř všechny tzv. barbarské říše, založené především na osobní autoritě panovníka, byly politicky nestabilní a existovaly jen pár desítek let či jedno, dvě století. Ve zmatcích válečného chaosu a velké politické lability tohoto období přetrvala pouze říše Franků, která postupně pohltila méně odolné okolní státní útvary a kmenová území, a anglosaská království na Britských ostrovech.

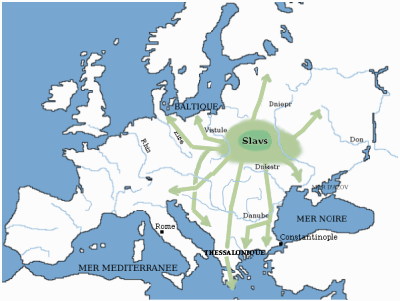
Slovanská etapa stěhování národů

Kolem roku 500 nastal v Evropě po předchozím náporu germánských kmenů do jisté míry klid. Poražení Hunové ztratili po smrti svého vojevůdce Attily v roce 453 útočnou sílu a na území bývalé západořímské říše se upevňovala království Germánů. V 6.–7. století se však objevila nová, mnohem mohutnější vlna nových příchozích kmenů, Slovanů. Část Slovanů uvedly do pohybu nájezdy kočovných Avarů, kteří přitáhli do Evropy v polovině 6. století ze středoasijských stepí jako kdysi Hunové. Svoji říši si Avaři založili na území dnešního Maďarska a v jeho okolí a podmanili si Slovany, kteří se zde usadili už před jejich příchodem. Jiné slovanské kmeny se naopak staly avarskými spojenci a společně s kočovníky podnikaly kořistnické výpravy na území byzantské říše. Během dvou století osídlili Slované obrovský prostor od Labe k hornímu toku Volhy a od Baltského moře až po řecké ostrovy v Egejském moři. Osídlení střední, východní a jižní Evropy Slovany ukončilo stěhování národů. Slované, usazení v nových sídlech, fyzicky oddělili byzantský Východ od latinského Západu.

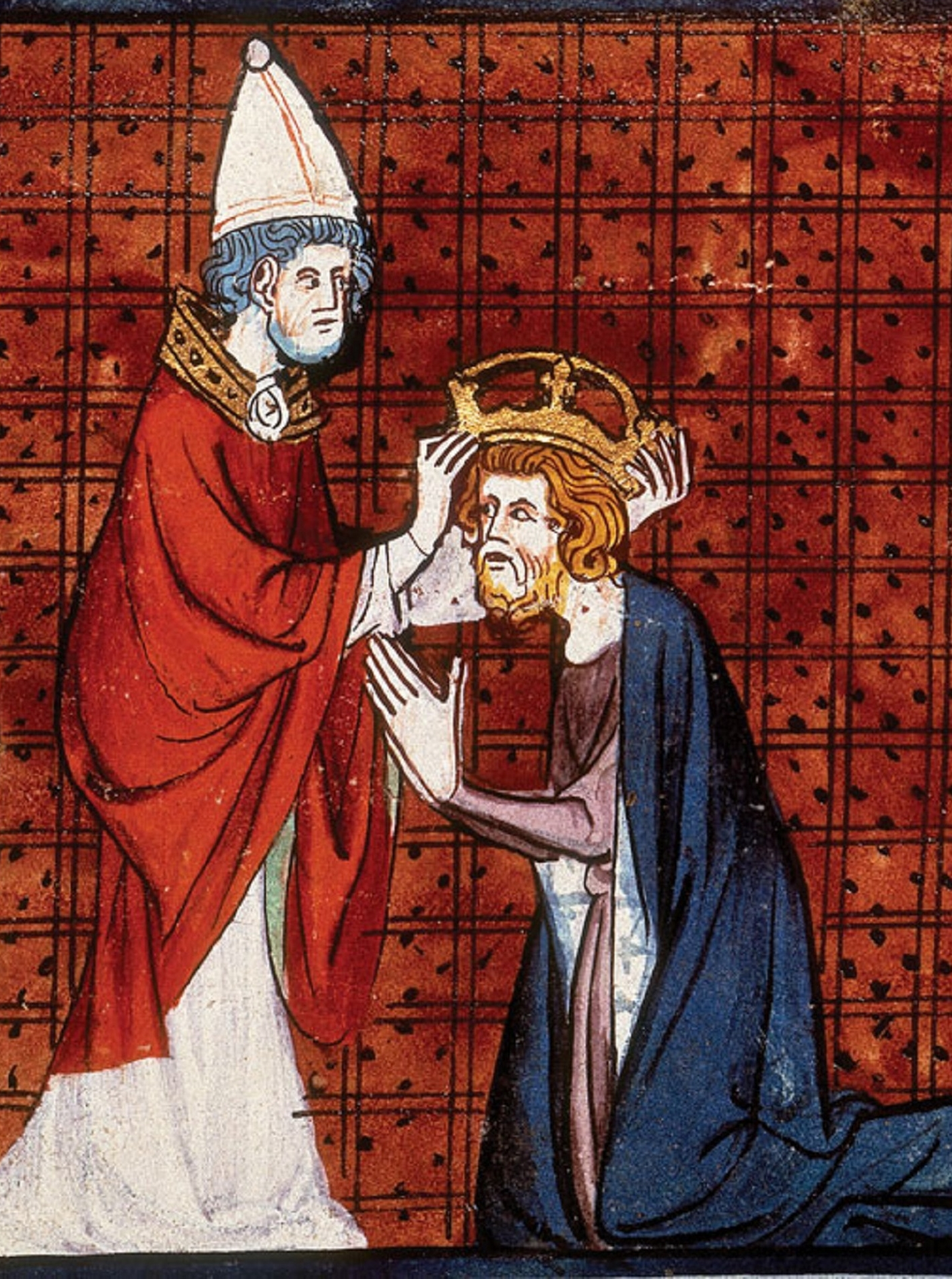
Korunovace Karla Velikého římským císařem roku 800

V 8.–10. století došlo k pokusu o „germánskou organizaci“ západní a části střední Evropy. Jejími hlavními aktéry byli v první fázi franští vládcové z rodu Karlovců a v 10. století saští Otoni. Franská říše se za vlády Karlovců stala rozhodující mocností v západní Evropě a protiváhou byzantské říše na východě. Tomu odpovídal císařský titul, který jako první středověký panovník získal z vůle papeže roku 800 franský král Karel Veliký. Tak byla na západě obnovena římská říše, která se vůbec nepodobala starověkému otrokářskému impériu. Nový význam dala její existenci církev. Zatímco Karel se považoval především za vládce Franků, papež si přál učinit z císaře jediného vládce všech křesťanů včetně východních, neboť považoval konstantinopolský trůn v té době za uprázdněný (v Byzanci tehdy vládla žena, císařovna Irena). Karel Veliký se mnoho let snažil prosadit vojensky i vyjednáváním uznání svého titulu v Byzanci, kde považovali za jediného právoplatného římského císaře konstantinopolského basilea. Nakonec mu císař Michael I. přiznal roku 812 titul basilea, to znamená císaře, nikoliv však císaře Římanů.
Karel Veliký vytvořil na dobové poměry rozsáhlé impérium, ale za dobových podmínek bylo složité zachovat jeho celistvost a ovládat ho z jednoho centra. Jeho nástupce Ludvík I. Zbožný ztratil panovnickou autoritu v zdlouhavých bojích se svými syny a marných pokusech udržet jednotu franské říše. Roku 843 si ji rozdělili smlouvou uzavřenou ve Verdunu mezi sebou jeho tři synové. Tak byly položeny základy středověkého francouzského a německého království. Karlovští vládci následujících generací byli většinou jen slabými panovníky. Později přestali usilovat o císařskou korunovaci a titul římského císaře v západní Evropě roku 924 opět zanikl.
Evropa se snažila o politickou a ekonomickou obrodu, ale zároveň byla sužována nájezdníky, kteří přicházeli z mimoevropských oblastí nebo z okrajových částí evropského kontinentu. Ze severu útočili vikingové a bezohledně plenili celé evropské pobřeží. Na Pyrenejském poloostrově a Sicílii se uchytili Arabové, útočící z Afriky, kteří předtím připravili Byzanc o rozlehlé východní province a africké državy. Od východu vpadla do Evropy další vlna kočovných kmenů, Maďaři.

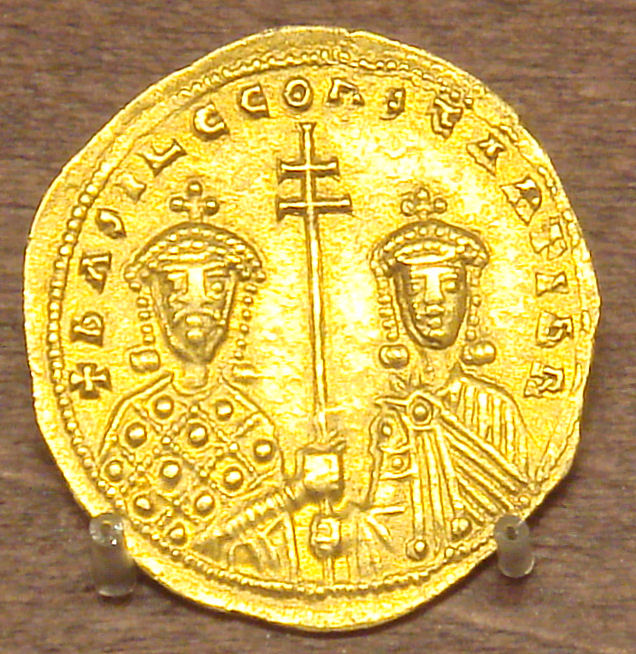
Byzantský císař Basileios II. Bulharobijce, vyobrazen na minci s bratrem Konstantinem VIII.

Byzantské říši se v prvních staletích středověku nemohlo rovnat žádné z nově založených západních království ani se nemohlo honosit tím, že je legitimním nástupcem a dědicem starověkého římského impéria. V prvních staletích středověku neexistoval na evropském kontinentu stát, který by byl mocnější a bohatší nebo dosáhl vyšší úrovně vzdělanosti a kultury. Centralizované uspořádání rozlehlého státu ostře kontrastovalo s politickou roztříštěností západní Evropy. Přitom se Byzanc musela potýkat s mnoha problémy. Po celou svoji dlouhou existenci byla vystavena vnější expanzi a ztrácela jednotlivá území. Přesto se dokázala vyrovnat s vnitřní krizí a útokem barbarů, které zahubily antický Řím, projít v 7. století hlubokými společenskými, politickými a administrativně správními proměnami, jež vykazovaly mnohem více kontinuity s antickou civilizací, než tomu bylo na Západě, a proměnit se ve středověký v podstatě řecký stát, jenž zažil od poloviny 9. do počátku 11. století svůj vrcholný rozkvět.

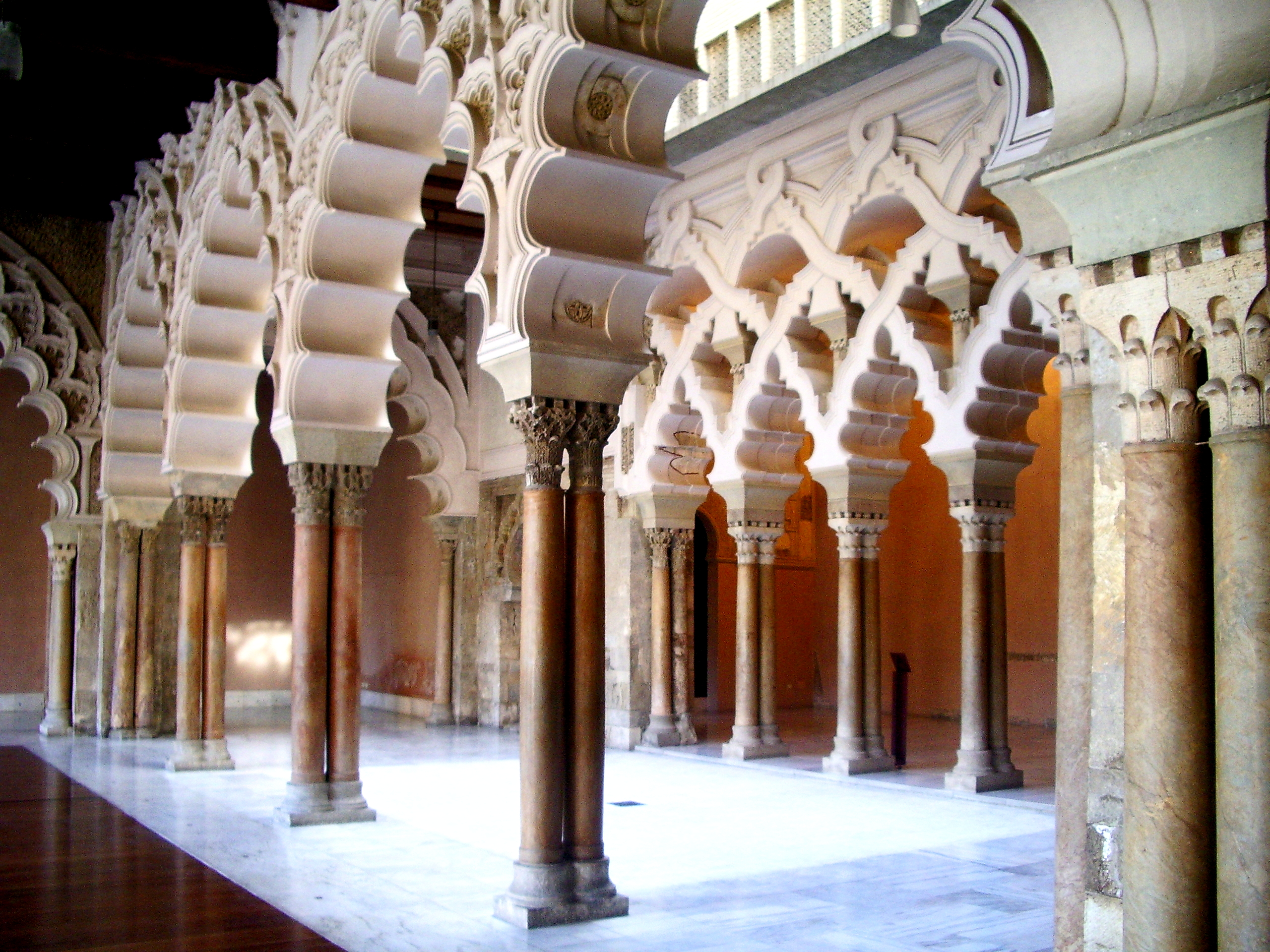
Palác arabských emírů v Zaragoze

Po Mohamedově smrti v roce 632 zahájili Arabové prudkou expanzi. Jeho nástupci, chálífové, kteří byli současně světskými i duchovními vládci, rychle dokončili sjednocení celého Arabského poloostrova a začali dobývat území za jeho hranicemi. Ovládli Přední Asii, postupně připravili byzantskou říši o východní provincie, současně postupovali severní Afrikou až k Atlantiku, pronikli na Pyrenejský poloostrov, a zasáhli tak do dějin západní Evropy. Na základě výsledků této expanze se zformoval arabský chálífát, vedle Byzance a franské říše třetí a v prvních staletích po svém vzniku nejmocnější velkoříše raného středověku. Největšího územního rozmachu dosáhl chálífát za vlády Walída I. v letech 705–715. Udržet jednotu říše se však dalším chálífům nepodařilo. V důsledku vnitřních rozbrojů se začala postupně rozkládat na menší samostatné státy, jako první se oddělily chálífáty v Córdobě a Káhiře. Arabské výboje časem ustaly a hranice mezi muslimským a křesťanským světem se ustálila.

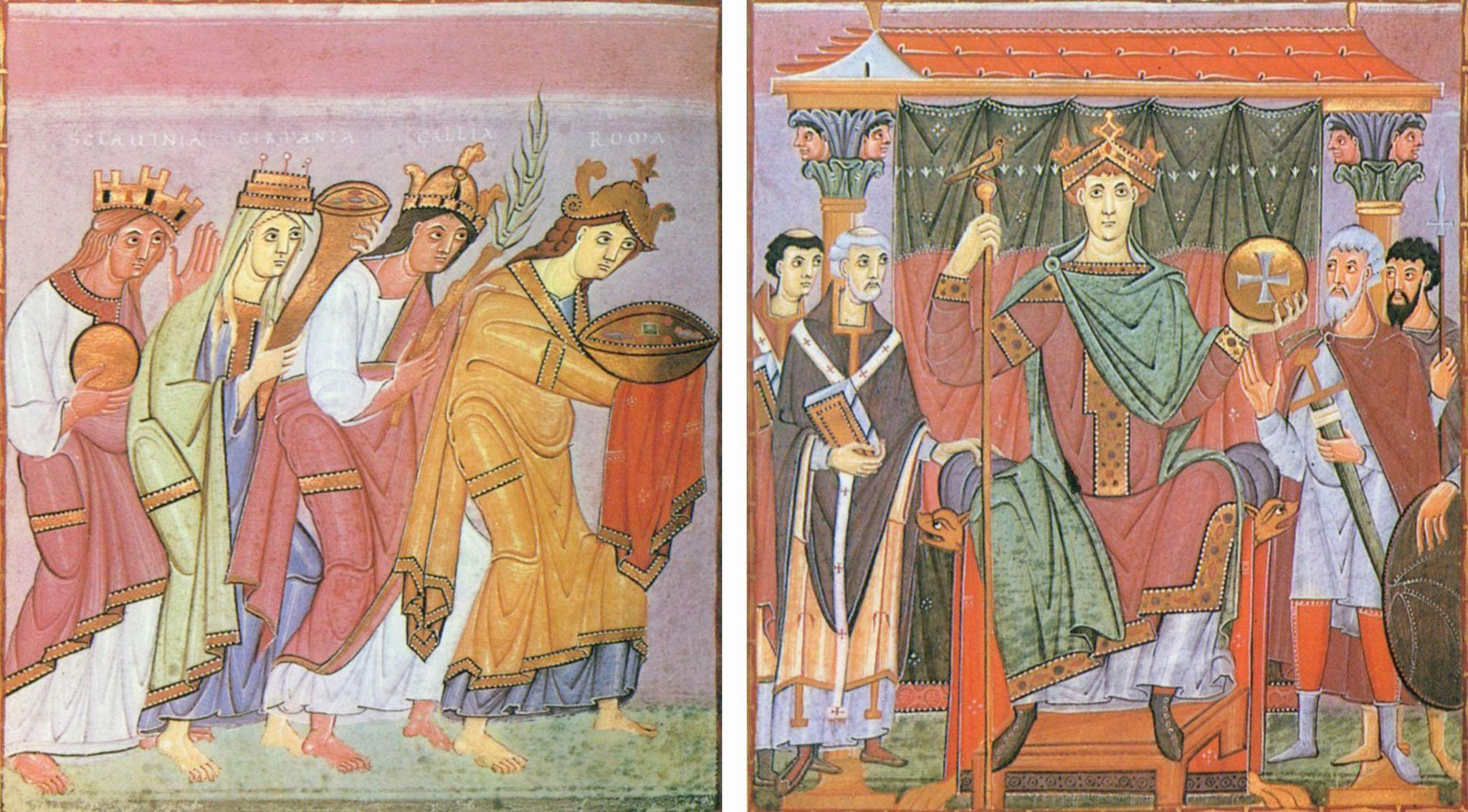
Renovatio imperii Oty III. - císař přijímá hold provincií římské říše Sclavinie, Germanie, Galie a Romy

Arabská expanze a nájezdy Maďarů a vikingů ovlivnily na mnoha evropských územích politický, hospodářský i sociální vývoj. Zasáhly do dějin franské říše, urychlily spojení drobných anglosaských království do jednoho státního útvaru, vedly k nastolení reforem themat v Byzanci a nakonec i k upevnění panovnické moci (východofranská říše za Otonů).

## Šíření křesťanství a budování církevní organizace
Ve 4. století byly v římské říši vytvořeny předpoklady pro masové šíření křesťanství. Zásluhu na tom měl především římský císař Konstantin Veliký, který křesťanství v říši roku 311 a 313 úředně povolili, a císař Theodosius I., jenž v roce 380 povýšil na jediné uznávané náboženství.
Od Římanů se s křesťanstvím seznámili Germáni. Jako první se zpravidla nechal pokřtít panovník barbarské říše se svými velmoži, neboť nová víra jim začala vyhovovat více než dosavadní pohanství. S pomocí církve rozšiřovali ovládané území a upevňovali svoji moc nad místním obyvatelstvem. O něco později rozšířili germánští a byzantští misionáři křesťanství také mezi Slovany. V 9. století bylo pokřtěno Bulharsko, s novou vírou se začali seznamovat také obyvatelé českých zemí, následovalo Polsko a Kyjevská Rus. Jinde se naopak pokřtění usilovně bránili. Polabští a Pobaltští Slované si své pohanské náboženství uchovali až do 12. století. Zcela oprávněně se obávali, že přijetí křesťanství ze Svaté říše římské by mohlo vést také k jejich politickému podmanění.
Pokřtění velmožů obvykle následovali ostatní obyvatelé. Nový křesťanský obraz světa začal postupně v mysli evropského člověka nahrazovat staré pohanské zvyklosti. Hromadně prováděné křty však ještě neznamenaly, že noví křesťané změnili své vnitřní přesvědčení a staré pohanské zvyky okamžitě a s úplnou platností. Víra v duchy a kouzla, zaklínání, lidové čarodějnictví nebo krevní msta, jež byly pro pohanství typické, byly běžné ještě po několik století.
S šířením křesťanství a růstem počtu věřících se upevňovala a rozrůstala církevní organizace. Ve 4. století se stala základní církevně správní jednotkou podle vzoru civilní správy diecéze v čele s biskupem. Postupem času bývali noví biskupové podřízeni starším, z nichž se stali arcibiskupové. Arcidiecéze tvořily jednu všeobecnou, to znamená katolickou církev, která se tak stala společenstvím všech věřících křesťanů. Významní církevní hodnostáři se čas od času scházeli na velkých shromážděním - koncilech, kde řešili nejdůležitější otázky církevního života.
V 9. století se základními jednotkami církevní správy staly farnosti, spravované faráři, jejichž úkolem bylo duchovně pečovat o věřící, kteří žili na území příslušného farního obvodu. Tak byly dobudovány základy stupňovitě uspořádané církevní organizace, platné v podstatě dodnes. Církev byla chápána jako společenství všech křesťanů. Spojovalo je stejné vyznání víry, dogma a obřady. Příslušníci církve se dělili na dvě základní skupiny, duchovní, kteří měli kněžské svěcení a byli oprávněni vykonávat kult a svátosti, a laiky.
V raném středověku byla křesťanská církev formálně jednotná. Ve skutečnosti se však začaly mezi byzantským Východem a latinským Západem postupně projevovat velké rozdíly, a to jak v církevním učení, tak v obřadech nebo církevní organizaci. Východní teologie byla konzervativní a tradicionalistická. Lpěla na původních dogmatech „pravé víry“, na „víře správného názoru“ (řecky orthodoxia). Zpřesňovat je mohly pouze koncily, považované za hlavní autoritu v těchto otázkách, a to jen proto, aby vyloučily nesprávný výklad heretiky. Co se vzpíralo formální logice, bylo vykládáno jako symbol vyšších pravd. Uznávány byly závěry prvních sedmi ekumenických koncilů. V centru pozornosti byzantské teologie byl vztah Boha ke světu a člověku. Východní křesťan emotivně spekuloval o Božské a lidské přirozenosti v Ježíši Kristu (christologický spor), o Božských tajemstvích, o podstatě Boha, což bylo křesťanskému Západu cizí.
Západní teologie byla racionalistická a snažila se dedukcí vyvodit z pravd, jež uznávala jako zjevené, logické závěry. Zásadní pro ni byla oběť, kterou přinesl Ježíš Kristus smrtí na kříži Bohu Otci, aby usmířil jeho spravedlivý hněv a vykoupil hříchy lidstva. Pozvolna se prosazující křesťanství se na Západě muselo přizpůsobit rodící se středověké společnosti, jež se valnou měrou skládala z venkovských obyvatel, postrádajících jakékoliv vzdělání i rozhled. Proto se zde uvažovalo mnohem praktičtěji. Západního křesťana nezajímaly spory o Ježíšovo božství a lidství, ale otázka, do jaké míry může člověk přispět ke spasení svými skutky, to znamená problém spáchaného hříchu a Božího trestu. Západní křesťané lpěli více na církevní organizaci, řádu a kázni. Panoval zde názor, že mimo církev a její svátosti není spásy. Východní církev sice svátosti uznávala, ale podporovala také individuální cestu k Bohu a přímou komunikaci s ním, a to nejen u mnichů.
Spory byly vedeny také o církevní hierarchii a papežský primát. Během 4.–5. století se ustálilo pět nejdůležitějších biskupských center, tzv. patriarchátů, jež svůj původ odvozovaly od působení samotných apoštolů, a proto měly mít ve správě křesťanské církve hlavní slovo. Šlo o Řím, syrskou Antiochii, egyptskou Alexandrii, později k nim přibyla Konstantinopol a nakonec Jeruzalém. Obě byla sídlem vážených biskupů a tradičním sídelním místem římských císařů. Postupem času začal být jediný západní patriarcha, sídlící v Římě, na Západě chápán jako nadřazený ostatním biskupům, a to nejen západním, ale také východním. Na Východě však přetrvala představa o rovnosti všech pěti patriarchátů. Rozdílná byla také představa o vzájemném poměru nejvyšší církevní moci (latinsky sacerdotium, řecky hierosyné) k moci světské (latinsky imperium, regnum, řecky basileia). Zatímco v pozdně antické a raně středověké Byzanci bylo typické jejich spojení v rukou císaře (tento jev nazývají historici ne zcela přesně caesaropapismus), na Západě se ujal názor, že svět má být řízen dvojí mocí, duchovní i světskou. Později k tomu přistoupila zásada, že moc duchovní musí být moci světské nadřazena a panovníci jsou povinni poslouchat církev. V podstatě to však byl nekonečný spor, neboť církev se snažila „vést stát a králové řídit církev.“
Čas od času docházelo k dočasným církevním rozkolům, schizmatům, například k Akkakiovu schizmatu v letech 484–519 nebo Fótiovu schizmatu roku 867). V 8. století přibyly majetkové spory o církevní jurisdikci nad bývalým Illyricem, které císař León III. vyňal ze správy římského papeže a převedl je pod konstantinopolského patriarchu. Nejzávažnějším předmětem neshod byla snaha papežů o nadřazené postavení nad celým křesťanským světem, která narazila v 9. století na odpor byzantského patriarchy Fótia i císaře Michaéla III., a soupeření o christianizaci dosud pohanských území. Zásadní rozkol, který byl neustále prohlubován dalšími odlišnostmi, již nebylo možné překonat. Roku 1054 došlo k církevnímu schizmatu, platnému dodnes. Dosud jednotná křesťanská církevní organizace se rozdělila dvě části, západní církev římskou, latinskou nebo katolickou, která uznává za svoji hlavu papeže, a východní ortodoxní či pravoslavnou církev, která byla podřízena konstantinopolskému patriarchovi. Patriarcháty v Antiochii, Alexandrii a Jeruzalémě se nenacházely již od 7. století na byzantském území. Politické rozdělení Východu a Západu tak po mnoha stoletích následovalo také oficiální rozdělení z církevního hlediska.
Součástí křesťanské tradice se na počátku středověku stalo mnišské hnutí, které reagovalo na přílišné zesvětšťování církve a nadřazovalo duchovní stránku života křesťana nad hmotné potřeby. Jeho kolébkou byl Egypt a na jeho počátku stáli poustevníci jako sv. Antonín Veliký nebo Pachomios. Ve 4. století sepsal Basileios Veliký, uznávaný jako jeden z východních církevních otců, pravidla mnišského života. Tato řehole, která kladla důraz na mravní poslání a poslušnost mnichů představenému kláštera, se v ortodoxní církvi velmi rozšířila. Basiliáni zůstali jediným východním řeholním řádem, východní mnišství však vykazovalo mnoho individuálních rysů. Byzantské kláštery se řídily se vlastními pravidly, které jim stanovil jejich zakladatel, a netvořily žádné kongregace. Žádný z nich však nedosáhl takového významu jako později slavná západní opatství.
Časem proniklo mnišské hnutí také do Evropy, kde dostalo roku 529 pevný řád, který pro mnichy, žijící zatím bez závazných pravidel, vytvořil Benedikt z Nursie. Benediktinský řád se rozšířil po celé západní a střední Evropě a byl až do konce 11. století jediným svého druhu.

## Kultura a vzdělanost

### Duchovní vývoj
Základem středověké vzdělanosti a kultury se stalo antické dědictví a křesťanské náboženství. Barbaři sice zvítězili nad Římany vojensky, ale přejali od nich jejich myšlenkové bohatství i křesťanství, a to často na úkor vlastních kulturních hodnot. Pod vlivem řecké kultury, římského práva a křesťanských ideálů se v germánském, slovanském i byzantském prostředí vytvořila osobitá středověká kultura. V období renesance pohlíželi na středověk a především jeho nejstarší etapu jako na období úpadku a duchovní bídy, nicméně právě tehdy se formovaly základy naší civilizace, a proto dnes hodnotíme celou středověkou éru odlišným způsobem.
Po pádu římské říše se kulturní vývoj na Západě ubíral složitými cestami. Barbarská etnika neuměla číst ani psát a vědění starověkého Říma upadlo pozvolna v zapomnění. Téměř výhradním nositelem vzdělanosti se v raném středověku stala křesťanská církev. Vzdělání se dostávalo pouze osobám duchovního stavu, kněžím, aby mohli číst a vykládat bibli a seznámit se s liturgickými pravidly, a části mnichů. Školy, které existovaly výlučně u klášterů a biskupských katedrál, nebyly příliš početné a rozšířily se pouze v některých oblastech (severní Itálie, Britské ostrovy), ale v období všeobecného úpadku a degramotizace měly zásadní podíl na udržení kontinuity vzdělanosti.
Jinak tomu bylo v Byzanci, kde vzdělanost rozhodně nebyla výsadou duchovních a už vůbec ne mnichů. Existovalo tu státní i soukromé školství i městské školy. Pro byzantskou kulturu byla sice určující křesťanská tradice (Justinián I. zrušil roku 529 proslulou novoplatónskou akademii v Athénách), zároveň však uchovávala tradice antické vzdělanosti a řecké kultury a snažila se o jejich symbiózu.

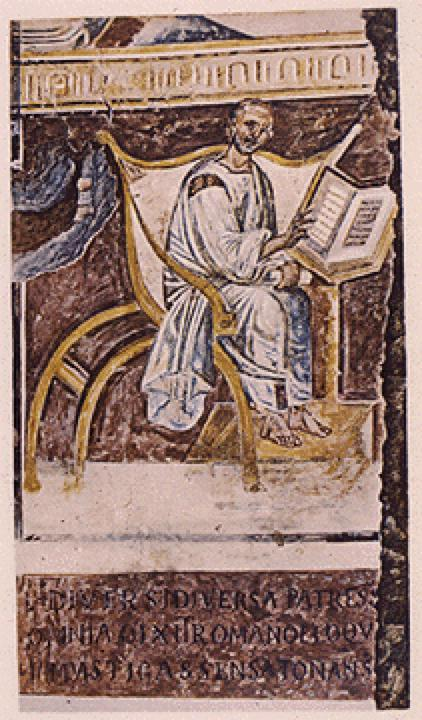
Sv. Augustin na fresce v lateránské bazilice

Nejstaršími křesťanskými mysliteli byli církevní otcové. Jejich cílem bylo zformulovat základní křesťanské poučky (dogmata) a uspořádat je jako celistvé učení. Základem, ze kterého vycházeli, byla bible. Nejvýznamnějším z těchto myslitelů nich byl sv. Augustin, který podal v proslulém spise De civitate Dei (O Boží obci) ucelený výklad křesťanského učení, a výrazně tak ovlivnil středověké evropské myšlení. Kromě bible měla na církevní otce velký vliv klasická řecká filozofie, především Platónovo učení. Mladší patristika představuje starší fázi středověké filozofie (4.–8. století).
V 9. století se ve filozofii a teologii prosadila na Západě scholastická metoda bádání. Druhé období středověké filozofie je proto označováno jako scholastika (latinský výraz schola znamená čas věnovaný studiu), její podstatou bylo vedení učeného sporu - disputace. Scholastická filozofie byla chápána jako služka teologie. Jejím ústředním problémem byl vztah víry a rozumu a snaha rozumově odůvodnit víru a náboženská dogmata. Scholastici neusilovali o původnost (originalitu) svých myšlenek. Snažili se je naopak doložit výroky uznávaných autorit, bible, církevních otců nebo řeckého filozofa Aristotela. Za otce scholastiky je považován Jan Scotus Eriugena, nazývaný též „Karel Veliký scholastické filozofie“. Jedním ze stěžejních problémů scholastické filozofie byla otázka univerzálií. Šlo o spor, zda jsou obecné pojmy (universalia) původnější než konkrétní stvořené věci (res) a mají své vlastní bytí, to znamená, zda existují ante rem (realismus, či zda jsou původnější stvořené věci a pojmy, existující v nich, in rem, jsou jen pouhá jména, nomina (nominalismus).
Významným střediskem kultury, které nemělo v tehdejší Evropě – s výjimkou Byzance – obdoby, se stal na přelomu 8. a 9. století dvůr Karla Velikého. Za jeho vlády došlo ve franské říši a mnohdy právě z jeho popudu k rozkvětu vzdělanosti, výtvarného umění a stavitelství. Tato snaha po obnově kulturního života a prvního historického návratu k antickým kořenům je nazývána karolinská renesance. Nevzkřísila však ducha antické vzdělanosti, spíše se jím jen inspirovala a snažila se ho napodobit. Také latina prodělala během staletí hluboké změny, kolem roku 800 však již byla mrtvým jazykem. V dalším období zůstala středověká latina pouze jazykem vzdělanců a církve.
Novými nositeli kultury se staly především kláštery. Karel Veliký se od počátku své vlády snažil, aby duchovní získali dobré vzdělání. Podporoval proto zakládání škol při klášterech a biskupstvích a současně se snažil povznést je na stejnou úroveň. Karolínská reforma dala základy trojstupňovému systému vzdělávání, platnému v podstatě dodnes. První stupeň poskytoval základní znalosti (psaní, čtení, základy gramatiky, zpěv, znalost sestavování kalendáře), na druhém se žáci seznamovali se sedmi svobodnými uměními, třetí cyklus nabízel nejvyšší teologické vzdělání (studium a výklad biblických textů, dovednost kázání, znalost liturgie). Nejvyšší intelektuální úrovně dosáhly klášterní školy ve Fuldě, Reichenau a St. Gallenu.
V klášterech vznikaly také první středověké knihovny. Shromažďovala se v nich především náboženská literatura, bible nebo evangeliáře, zpěvníky potřebné k bohoslužbám, životy svatých, ale také opisy děl antických autorů. Ty však byly využívány především po formální stránce, například pro zlepšení znalostí latiny, nikoliv kvůli obsahu, jenž byl chápání středověkých křesťanů již značně vzdálený. V klášterech se vzácné rukopisy nejen uchovávaly, ale ve zdejších skriptoriích také dále rozmnožovaly a bohatě iluminovaly. Kromě rozvoje knižní malby bylo vytvořeno nové písmo, karolinská minuskule, které bylo velmi jednoduché, praktické a rychle se rozšířilo. Z karolinské minuskuly vznikla později malá písmena latinky. V klášterech byly vedeny anály nebo kronikářské záznamy.
Karel Veliký povolal ke svému dvoru mnohé vynikající učence z Anglie, Itálie a Španělska, kteří poté působili na církevních školách i v Karlově družině. Byli to například Petr z Pisy, Pavel Jáhen, autor dějin Langobardů, Theodulf z Orleánsu (Libri Carolini), Alkuin z Yorku nebo Karlův životopisec Einhard. Pro karolinskou renesanci je však typický nejen rozvoj vědy, ale také rozšíření základní znalosti čtení a psaní. Týkalo se to však pouze úzkého okruhu lidí z císařova okolí. Karel vydával svá nařízení písemně, neboť to usnadňovalo správu říše. Proto vyžadoval, aby jeho úředníci a dvořané uměli číst a psát. Karolinská renesance dala pevné základy dalšímu vývoji kultury a umění, který později dospěl k vytvoření románského slohu.
Významnou součástí evropské kultury raného středověku byla arabská vzdělanost. Arabové, žijící na evropském území (Pyrenejský poloostrov, Sicílie) pěstovali astronomii, matematiku (arabské číslice), fyziku, lékařství, filozofii a historii, byli skvělými geografy. Na rozdíl od křesťanů, jejichž myšlení bylo více spoutáno náboženskými představami, mohli arabští učenci svobodně poznávat přírodu i podstatu lidského života, neboť islám jim v rozvoji vědomostí nebránil.[zdroj?] Studovali učení starých řeckých filozofů a snažili se je nejen pochopit, ale také dále vykládat. Slavný arabský filozof Ibn Síná, v Evropě nazývaný Avicenna, byl zároveň vynikajícím lékařem. Arabové uchovali díky svým rozvinutým překladatelským školám významnou část antických děl a zprostředkovali je později západní Evropě. Na evropské kultuře se rovněž podíleli příslušníci židovské diaspory.

### Architektura a výtvarné umění

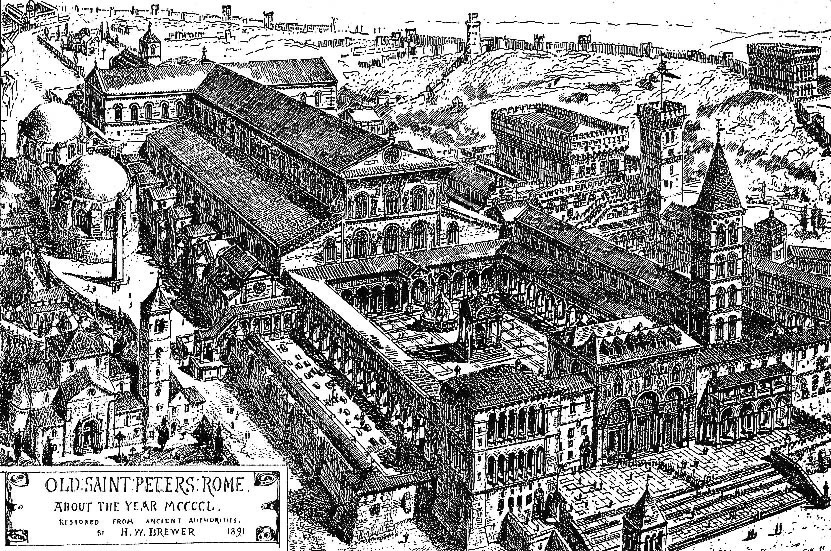
Původní bazilika sv. Petra ve Vatikánu byla jedním z nejstarších křesťanských kostelů

Na počátku středověku došlo k úpadku technických dovedností ve stavitelství. Bylo zapomenuto mnohé ze stavebního umění Řeků a Římanů. Barbarské národy nedokázaly například těžit a dokonale opracovat stavební kámen, který se v některých oblastech, kde se nyní vytvářela středověká společnost, ani nenacházel, nebo neuměly vybudovat valenou klenbu. Proto se hojně stavělo ze dřeva.
Raně křesťanská architektura se zrodila ještě v pozdně antickém Římě. Impulsem pro její rozvoj se stalo vydání tolerančních ediktů císařů Galeria a Konstantina Velikého. Křesťané, jejichž řady se rychle rozšiřovaly, potřebovali nové sakrální prostory, vhodné pro bohoslužbu a kázání. Již za vlády císaře Konstantina byl vybudován velký počet křesťanských chrámů v Římě i Konstantinopoli. Byly postaveny podle vzoru antických bazilik („královských síní“), které původně sloužily ke světským účelům jakou soudní síně, tržiště nebo politická shromaždiště.

Z karolinské falce v Cáchách se zachovala pouze osmiboká kaple Oktogon

Křesťanská bazilika se stala typickou stavbou pro celý raný středověk. Setkáme se s ní jak v raně křesťanské architektuře, tak v byzantském slohu, ovlivnila církevní stavby doby Karlovců a Ottonů a nakonec dominovala také v románském stavitelství.
Kromě podélně orientovaných bazilik, typických zpočátku především pro Itálii, byly budovány také církevní stavby s centrální dispozicí na půdorysu řeckého kříže, kruhu nebo mnohoúhelníku, a to nejen chrámy, ale také baptisteria nebo mauzolea.
Jen málo staveb z prvních století středověku se dochovalo v původní podobě. Mnohé byly přestavěny v nových slozích, řada dalších zničena v době válek, například byzantská architektura za arabské expanze.